# Max Langler
Max Langler (24 de marzo de 1905-1 de septiembre de 1950) fue un actor de cine mexicano, que apareció en más de ochenta producciones importantes durante su carrera.

## Filmografía selecta
- Judas (1936)
- El signo de la muerte (1939)
- En tiempos de don Porfirio (1940)
- El gendarme desconocido (1941)
- Cuando los hijos se van (1941)
- Soy puro mexicano (1942)
- ¡Qué lindo es Michoacán! (1943)
- México de mis recuerdos (1944)
- Porfirio Díaz (1944)
- Rosalinda (1945)
- La carne manda (1948)